# Lammot du Pont I

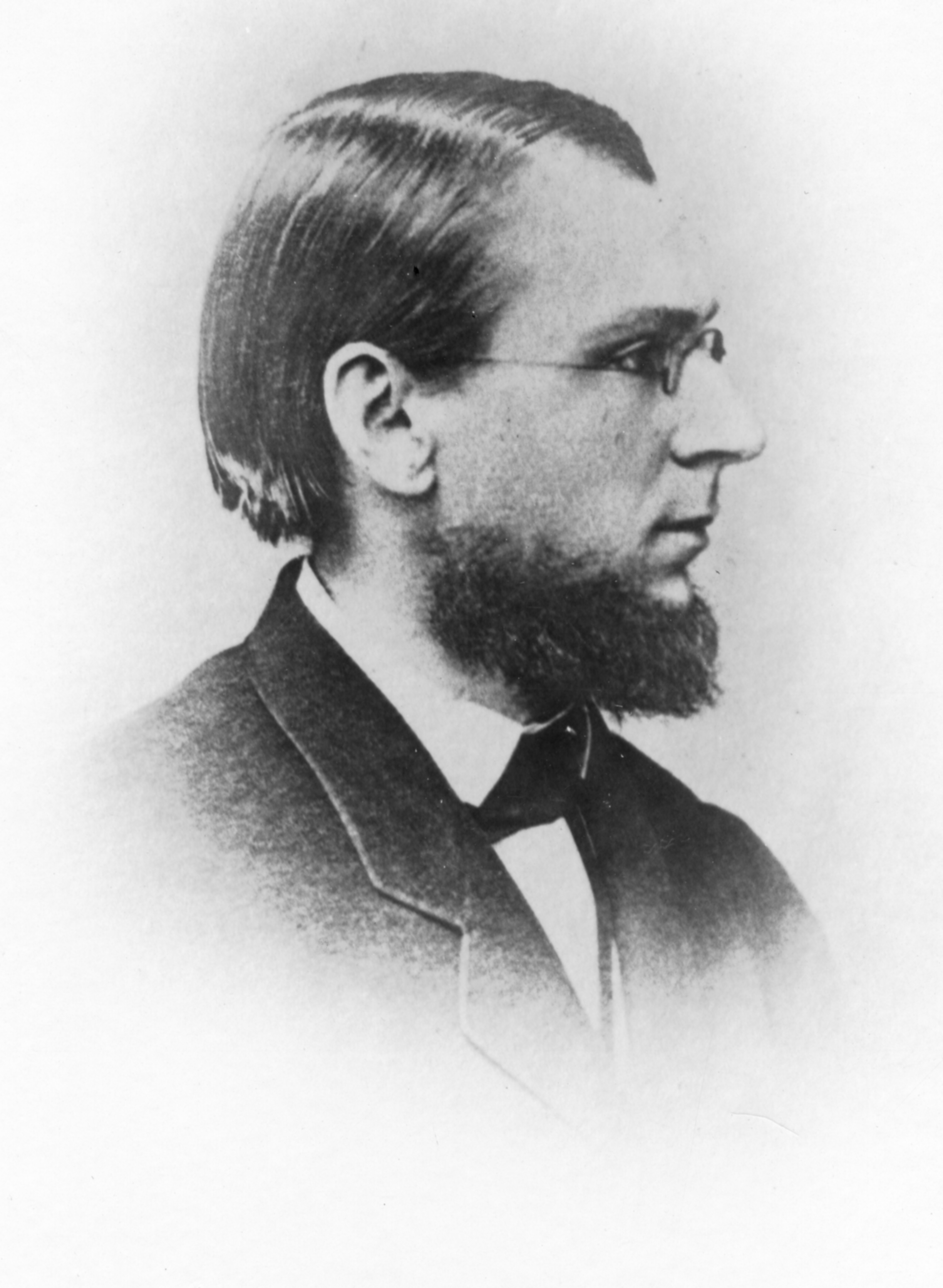
Lammot du Pont como oficial da União.

Lammot du Pont I (13 de abril de 1831 Condado de New Castle, Delaware — 29 de março de 1884 Gibbstown, Nova Jérsei), foi um químico e um membro importante da família du Pont e de sua empresa em meados do século XIX.
Lammot estudou química na Universidade da Pensilvânia, e obteve o diploma de bacharel em artes em 1849. Na Guerra Civil, du Pont se alistou em 1862 e foi comissionado capitão da Companhia B, 5ª Infantaria Voluntária de Delaware, que serviu no Fort Delaware na Ilha Pea Patch.
Em 1880, du Pont convenceu sua família de que um novo explosivo, a dinamite, tornaria a pólvora obsoleta. Ele morreu em uma explosão de nitroglicerina em 29 de março de 1884, em Gibbstown, Nova Jérsei.[carece de fontes?]